# Неаполь (аеропорт)
Міжнародний аеропорт Неаполь (IATA: NAP, ICAO: LIRN) (італ. Aeroporto Internazionale di Napoli) — міжнародний аеропорт, що обслуговує Неаполь, Італія. Розташований за 5,9 км на північний схід від Неаполя. Аеропорт має дві термінальні будівлі: термінал 1 призначений для регулярних рейсів, а термінал 2, розташований далеко від летовища, використовується для чартерних операцій.
Міжнародний аеропорт Неаполя управляється з березня 2003 року компанією GE.SAC, що є дочірнім підприємством британської корпорації BAA Limited, ліцензія на управління аеропортом видана до 2043 року включно. Керуюча компанія несе повну відповідальність за діяльність аеропорту, координує його комерційну діяльність і контролює роботу всіх приватних авіакомпаній, присутніх в аеропорту.
Міжнародний аеропорт Неаполя є аеропортом спільного базування з військово-повітряною базою 5 італійських ВПС і здійснює крім основної підтримки базування обслуговування, ремонт і капітальний ремонт техніки ООН і Військово-повітряних сил Сполучених Штатів Америки.

## Історія
Аеропорт має свою історію з 1910 року з летовища району Каподікіно, де було проведено в зазначений час всесвітньо відому Неапольську виставку. Під час Першої світової війни летовище було перетворено у військову базу для захисту міста від австро-угорських і німецьких повітряних ударів.
Комерційне використання Міжнародного аеропорту Неаполь розпочалося тільки в 1950 році. У 1980-му для управління аеропортовим комплексом була утворена компанія GE.SAC (італ. Gestione Servizi Aeroporto Capodichino), в 1982 році перейменована в Gestione Servizi Aeroporti Campani і надалі бере участь у міському самоврядуванні провінції Неаполь і входить до ради національної авіакомпанії Alitalia.
У 1995 році компанія GE.SAC за допомогою британської корпорації BAA запропонувала план розвитку аеропорту на наступні двадцять один рік, який був затверджений радою представників і органами міського самоврядування Неаполя. Через два роки компанія була приватизована - 70% GE.SAC були куплені корпорацією BAA у міського управління Неаполя.

## Загальні відомості
Міжнародний аеропорт Неаполя має одну злітно-посадкову смугу (орієнтація 06-24, довжина 2628 метрів) з однією стерновою доріжкою. При цьому експлуатується одна стояночная зона літаків з 29 майданчиками, дев'ять з яких розраховані на вільне маневрування літаків, решта - на маневрування вперед/назад за допомогою тягачів. Аеропорт має клас ІКАО 4D, сертифікацію військово-повітряних сил країни, відкритий для прийому регулярних комерційних лайнерів всі 24 години на добу, для чартерних рейсів аеропорт закритий з 23.00 до 06.00 години за місцевим часом.

## Статистика[3]
- 2000: 4,136,508 пасажирів (+13%)
- 2001: 4,003,001 пасажирів (−3.2%)
- 2002: 4,132,874 пасажирів (+3.2%)
- 2003: 4,587,163 пасажирів (+11%)
- 2004: 4,632,388 пасажирів (+1%)
- 2005: 4,588,695 пасажирів (−0.9%)
- 2006: 5,095,969 пасажирів (+11.1%)
- 2007: 5,775,838 пасажирів (+13.3%)
- 2008: 5,642,267 пасажирів (−2.3%)
- 2009: 5,322,161 пасажирів (−5.7%)
- 2010: 5,584,114 пасажирів (+4.9%)
- 2011: 5,768,873 пасажирів (+3.3%)
- 2012: 5,801,836 пасажирів (+0.6%)
- 2013: 5,444,422 пасажирів (−6.2%)
- 2014: 5,960,035 пасажирів (+9.5%)
- 2015: 6,163,188 пасажирів (+3.4%)
- 2016: 6,775,988 пасажирів (+9.9%)
- 2017: 8,577,507 пасажирів (+26,6%)

## Наземний транспорт
Автобусні лінії 3S та Alibus, оператора ANM, сполучає аеропорт з площею Гарібальді та площею Муніциніо Відстань до аеропорту від центру міста становить близько 7 км. Також з аеропорту можна дістатись регулярними автобусними рейсами до Авелліно, Беневенто, Казерта, Сорренто, Салерно та Серре

## Авіалінії та напрямки
| Авіакомпанія                  | Пункт призначення |
| ----------------------------- | --- |
| Aegean Airlines               | Сезонний: Афіни |
| Aer Lingus                    | Сезонний: Дублін |
| Aeroflot                      | Москва-Шереметьєво |
| Air Arabia Maroc              | Касабланка |
| Air Cairo                     | Шарм-ель-Шейх |
| Air France                    | Париж-Шарль де Голль Сезонний: Тулуза |
| Air Italy                     | Мілан-Мальпенса Сезонний: Ольбія |
| Alitalia                      | Катанія, Мілан-Лінате, Палермо, Рим-Ф'юмічіно Сезонний: Кальярі, Ольбія |
| AlMasria Universal Airlines   | Сезонний чартер: Шарм-ель-Шейх |
| Austrian Airlines             | Сезонний: Відень |
| Blue Air                      | Бухарест, Турин |
| British Airways               | Лондон-Гатвік |
| Brussels Airlines             | Брюссель |
| Danish Air Transport          | Сезонний: Біллунн, Оденсе |
| easyJet                       | Амстердам, Барселона, Берлін-Шенефельд, Берлін-Тегель Катанія, Единбург, Гранада, Краків, Лілль, Лондон-Гатвік, Лондон-Лутон, Лондон-Станстед, Ліон, Мілан-Мальпенса, Ніцца, Палермо, Париж-Орлі, Прага, Турин, Венеція, Відень, Цюрих Сезонний: Альгеро, Афіни, Белфаст, Бристоль, Кальярі, Корфу, Дубровник, Фару, Гамбург, Ібіца, Ліверпуль, Мальта, Менорка, Міконос, Ольбія, Пальма-де-Мальорка, Спліт, Тель-Авів, Тенерифе-Південний |
| easyJet Switzerland           | Базель-Мюлуз-Фрайбург, Женева |
| Ernest Airlines               | Київ-Жуляни, Львів |
| Eurowings                     | Кельн/Бонн, Дюссельдорф, Мюнхен, Штутгарт Сезонний: Ганновер |
| Finnair                       | Сезонний: Гельсінкі |
| Flydubai                      | Дубай (з 4 червня 2019) |
| HOP!                          | Сезонний: Ліон |
| Iberia                        | Сезонний: Мадрид |
| Iberia Express                | Мадрид |
| Jet2.com                      | Сезонний: Белфаст, Бірмінгем, Единбург, Глазго (з 5 травня 2019), Лідс/Бредфорд, Лондон-Станстед, Манчестер |
| Joon                          | Париж-Шарль де Голль |
| KLM                           | Амстердам (з 21 квітня 2019) |
| Laudamotion                   | Берлін-Тегель Сезонний: Дюссельдорф (з 2 квітня 2019), Штутгарт (з 31 березня 2019) |
| Lufthansa                     | Франкфурт, Мюнхен |
| Luxair                        | Сезонний: Люксембург |
| Neos                          | Сезонний: Шарм-ель-Шейх, Тенерифе-Південний |
| Norwegian Air Shuttle         | Осло-Гардермуен (з 17 червня 2019) |
| People's Viennaline           | Сезонний: Санкт-Галлен Сезонний чартер: Меммінген |
| Royal Air Maroc               | Касабланка |
| Ryanair                       | Барселона, Бергамо, Берлін-Тегель (з 1 квітня 2019), Болонья, Бордо (з 1 квітня 2019), Будапешт, Брюссель-Шарлеруа, Дублін, Ейндговен, Франкфурт-Хан, Каунас, Краків, Лісабон, Лондон-Станстед, Мадрид, Малага (з 3 квітня 2019), Мальта Манчестер, Марсель (з 1 квітня 2019), Нант (з 2 квітня 2019), Порту, Севілья, Салоніки, Тулуза, Тревізо, Валенсія, Варшава-Модлін, Вроцлав Сезонні: Бремен, Ханья (з 1 липня 2019), Копенгаген, Корк (з 2 червня 2019),, Східний Мідландс, Ексетер (з 3 квітня 2019), Гданськ, Родос (з 2 липня 2019), Стокгольм-Скавста |
| S7 Airlines                   | Москва-Домодєдово |
| Scandinavian Airlines         | Сезонний: Копенгаген |
| SkyUp                         | Київ-Жуляни (з 26 квітня 2019) |
| SmartWings                    | Сезонний: Прага |
| Swiss International Air Lines | Цюрих |
| Sun d'Or                      | Тель-Авів |
| Thomas Cook Airlines          | Сезонний: Бірмінгем, Лондон-Гатвік, Манчестер |
| Transavia                     | Амстердам |
| Transavia France              | Париж-Орлі |
| TUI Airways                   | Сезонний чартер: Бірмінгем, Борнмут, Бристоль, Кардіфф (з 1 травня 2019), Донкастер/Шеффілд (з 7 травня 2018), Східний Мідландс, Глазго, Лондон-Гатвік, Лондон-Лутон, Манчестер, Ньюкасл |
| TUI fly Belgium               | Марракеш Сезонний: Брюссель, Брюссель-Шарлеруа |
| Tunisair                      | Сезонний чартер: Монастір (з 15 липня 2019) |
| Tunisair Express              | Туніс |
| Turkish Airlines              | Стамбул-Ататюрк |
| United Airlines               | Сезонний: Ньюарк (з 23 травня 2019) |
| Volotea                       | Генуя, Палермо, Турин, Трієст Сезонний: Альгеро, Більбао (з 16 квітня 2019), Бордо, Катанія, Іракліон, Кефалонія, Марсель, Міконос, Нант, Ольбія, Превеза, Родос, Санторіні, Скіатос, Верона, Закінф |
| Vueling                       | Амстердам, Барселона, Париж-Шарль де Голль |
| Wizz Air                      | Бухарест, Будапешт, Катовиці, Софія, Варшава-Шопен |
| XL Airways France             | Сезонний: Париж-Шарль де Голль |